# Axel Strandberg
Axel Uno Strandberg, född den 4 november 1869 i Stockholm,  död den 14 januari 1941 i Malmö, var en svensk jurist. Han var son till Carl Gustaf Strandberg.
Strandberg avlade mogenhetsexamen i Nyköping 1887 och juris utriusque kandidatexamen vid Uppsala universitet 1895. Efter genomförd tingstjänstgöring tjänstgjorde han i Skånska hovrätten, där han blev extra ordinarie fiskal 1901, ordinarie fiskal 1902, assessor samma år och hovrättsråd 1909. Strandberg var tillförordnad revisionssekreterare 1905–1906. Han avgick med pension 1938. Strandberg blev riddare av Nordstjärneorden 1913 och kommendör av andra klassen av samma orden 1928. Han vilar i sin familjegrav på Norra begravningsplatsen utanför Stockholm.